# 양정편
양정편(養正篇)은 서울특별시 종로구 서울역사박물관에 있는 조선시대의 교과서이다. 2000년 10월 10일 서울특별시의 유형문화재 제128호로 지정되었다.

## 개요
양정편(養正篇)은 정경세가 선조 37년(1604년)에 필사한 아동용 수신 교과서이다.
《양정편》의 편찬 동기는 저자의 발문에 의하면, 그의 아들이 8세에 입학하여 《소학》을 가르치려고 하였으나 너무 어려워, 명유들이 지은 ≪향교예집(鄕校禮輯)≫의 <동자예편>을 우리 실정에 맞춰 쉬운 아동교재로 편집하였다고 하였다.
이 책은 표지에 제첨도 없이‘養正篇(양정편)’이라 본문의 글자 크기보다 약간 크게 묵서되어 있고, 수진본처럼 작게 장정되어 있어 초학자의 휴대서처럼 보이지만 정경세 자신이 직접 쓴 정고본(精稿本)이다. 이 정고본에 의해 후대에 간행된 목판본의 오자도 바로잡을 수 있어 주목되는 자료이다.

## 같이 보기
- 정경세

## 참고 자료
- 양정편 - 국가유산청 국가유산포털

 본 문서에는 서울특별시에서 지식공유 프로젝트를 통해 퍼블릭 도메인으로 공개한 저작물을 기초로 작성된 내용이 포함되어 있습니다.